# Ярота (Яроцин)
Яроцинський спортивний клуб «Ярота» Яроцин (пол. Jarociński Klub Sportowy Jarota Jarocin) — польський футбольний клуб з Яроцина, заснований у 1998 році. Виступає у Третій лізі. Домашні матчі приймає на Міському стадіоні, місткістю 2 500 глядачів.